# Preures
Preures est une commune française située dans le département du Pas-de-Calais en région Hauts-de-France. Les habitants sont appelés les Preurois. La commune de 624 habitants est membre de la communauté de communes du Haut Pays du Montreuillois. 
La commune de Preures, située dans le sud-ouest du département du Pas-de-Calais, à 14 km au nord-est de la commune de Montreuil-sur-Mer, à vol d'oiseau. C’est une commune rurale à habitat dispersé, avec une population de 624 habitants au dernier recensement de 2022, elle a connu un pic de population en 1876 avec 786 habitants..
La commune est située à la jonction de deux paysages tels qu’ils sont définis dans l’atlas de paysages : les « paysages Montreuillois » et les « paysages des hauts plateaux artésiens ».
Sur le territoire de la commune, en 1925, est découvert un cimetière mérovingien, avec 210 sépultures, qui contenaient un mobilier funéraire relativement riche, dont le cheval de Preures, une fibule en bronze, représenté sur le blason de la commune.
La « balade gourmande de la vallée de la Course » regroupe environ 1 000 participants.

## Géographie

### Localisation
Localisée dans le sud-ouest du département du Pas-de-Calais, Preures est une commune du Haut-Artois formé de plusieurs hameaux, dans un relief assez vallonné. Elle se situe, par la route, à 14 km de Desvres et à 19 km de Montreuil-sur-Mer (chef-lieu d'arrondissement).
Le territoire de la commune est limitrophe de ceux de huit communes.
Les communes limitrophes sont Hucqueliers, Alette, Beussent, Bezinghem, Bimont, Bourthes, Clenleu et Enquin-sur-Baillons.

### Géologie et relief
La superficie de la commune est de 15,87 km2 ; son altitude varie de 61  à   167 mètres.

### Hydrographie
Le territoire de la commune est situé dans le bassin Artois-Picardie.
La commune est traversée par le Baillons, cours d'eau naturel non navigable de 9,57 km qui prend sa source dans la commune d'Hucqueliers et se jette dans la Course ou Canche au niveau de la commune de Beussent.

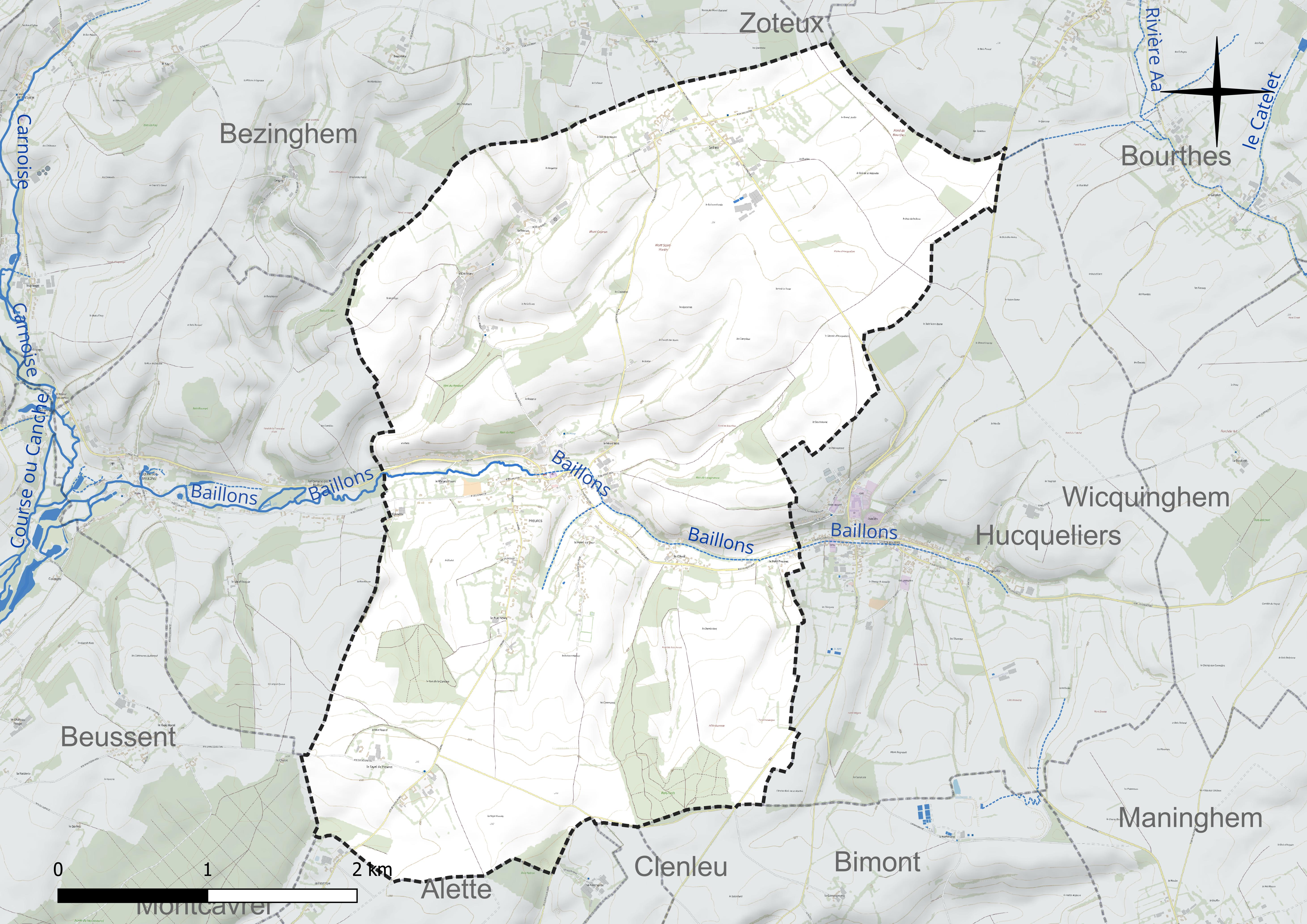
Réseau hydrographique de Preures.

### Climat
Pour des articles plus généraux, voir Climat des Hauts-de-France et Climat du Nord-Pas-de-Calais.
En 2010, le climat de la commune est de type climat océanique franc, selon une étude du Centre national de la recherche scientifique (CNRS) s'appuyant sur une série de données couvrant la période 1971-2000. En 2020, Météo-France publie une typologie des climats de la France métropolitaine dans laquelle la commune est exposée à un climat océanique et est dans la région climatique Côtes de la Manche orientale, caractérisée par un faible ensoleillement (1 550 h/an) ; forte humidité de l’air (plus de 20 h/jour avec humidité relative > 80 % en hiver), vents forts fréquents.
Pour la période 1971-2000, la température annuelle moyenne est de 10,2 °C, avec une amplitude thermique annuelle de 13,2 °C. Le cumul annuel moyen de précipitations est de 937 mm, avec 13,2 jours de précipitations en janvier et 8,4 jours en juillet. Pour la période 1991-2020, la température moyenne annuelle observée sur la station météorologique la plus proche, située sur la commune de Nielles-lès-Bléquin à 16 km à vol d'oiseau, est de 10,6 °C et le cumul annuel moyen de précipitations est de 976,9 mm,. Pour l'avenir, les paramètres climatiques de la commune estimés pour 2050 selon différents scénarios d'émission de gaz à effet de serre sont consultables sur un site dédié publié par Météo-France en novembre 2022.

### Paysages
Pour un article plus général, voir Paysage en France.
La commune est située à la jonction de deux paysages tels qu'ils sont définis dans l'atlas des paysages de la région Nord-Pas-de-Calais, conçu par la direction régionale de l'Environnement, de l'Aménagement et du Logement (DREAL), : 
- le « paysage montreuillois » , qui concerne 98 communes, se délimite : à l'Ouest par des falaises qui, avec le recul de la mer, ont donné naissance aux bas-champs ourlées de dunes ; au Nord par la boutonnière du Boulonnais ; au sud par le vaste plateau formé par la vallée de l'Authie, et à l'Est par les paysages du Ternois et de Haut-Artois. Ce paysage régional, avec, dans son axe central, la vallée de la Canche et ses nombreux affluents comme la Course, la Créquoise, la Planquette…, offre une alternance de vallées et de plateaux, appelée « ondulations montreuilloises ». Dans ce paysage, et plus particulièrement sur les plateaux, on cultive la betterave sucrière, le blé et le maïs, et les plateaux entre la Ternoise et la Créquoise sont couverts de vastes massifs forestiers comme la forêt d'Hesdin, les bois de Fressin, Sains-lès-Fressin, Créquy…[13] ;
- les « paysages des hauts plateaux artésiens », qui concernent 77 communes du Pas-de-Calais, se situent à l'extrémité ouest des collines de l'Artois qui traversent le Pas-de-Calais d'Arras au Boulonnais. L'alltitude de ces paysages dépassent les 180 mètres. Ces dimensions sont modestes, d'une quinzaine de kilomètres du sud-est au nord-ouest et d'une vingtaine de kilomètres dans sa dimension la plus grande[14].

Ces « paysages des hauts plateaux artésiens », appelés aussi « Haut Artois », se caractérisent par trois ensembles écopaysagers :
- - l'ensemble mésophile ouvert du plateau artésien calcaire ;
  - l'ensemble alluvial des fonds de vallée de la Lys et de l'Aa ;
  - l'ensemble calcicole des versants calcaires des vallées[14].

Le « Haut Artois » dispose d'une importante densité de corridors biologiques bien interconnectés.
Dans le « Haut Artois », pas de villes, c'est une des rares terres rurales de la région, les communes les plus importantes sont, du nord au sud, Lumbres, Fauquembergues et Fruges. Le « Haut Artois », drainé par l'Aa et la Lys, constitue le sommet de l'anticlinal artésien, paysage ventée, froid et aux précipitations importantes qui en font le château d'eau régional.
Leș cultures représentent environ 60 % des sols, les prairies entre 26 et 27 %, les bois de 5 à 8 % et les villages et bourgs de 5 à 8 %, l'industrie y est peu présente.

### Milieux naturels et biodiversité

#### Zones naturelles d'intérêt écologique, faunistique et floristique
L’inventaire des zones naturelles d'intérêt écologique, faunistique et floristique (ZNIEFF) a pour objectif de réaliser une couverture des zones les plus intéressantes sur le plan écologique, essentiellement dans la perspective d’améliorer la connaissance du patrimoine naturel national et de fournir aux différents décideurs un outil d’aide à la prise en compte de l’environnement dans l’aménagement du territoire.
Le territoire communal comprend une ZNIEFF de type 1 : la forêt et pelouse de Montcavrel. C'est l’un des rares grands massifs forestiers du Montreuillois. Il se situe dans le haut Pays d’Artois, dans un secteur de plateau densément disséqué par un réseau de vallées pérennes et de vallées sèches, à la charnière de trois bassins versants : la Baillonne au nord, la Course à l’ouest et la Bimoise au sud/sud-est.
Et une ZNIEFF de type 2 : la vallée de la Course. Elle se situe dans le pays de Montreuil et plus précisément dans l’entité paysagère des ondulations montreuilloises.

Carte des ZNIEFF de type 1 et 2 sur la commune
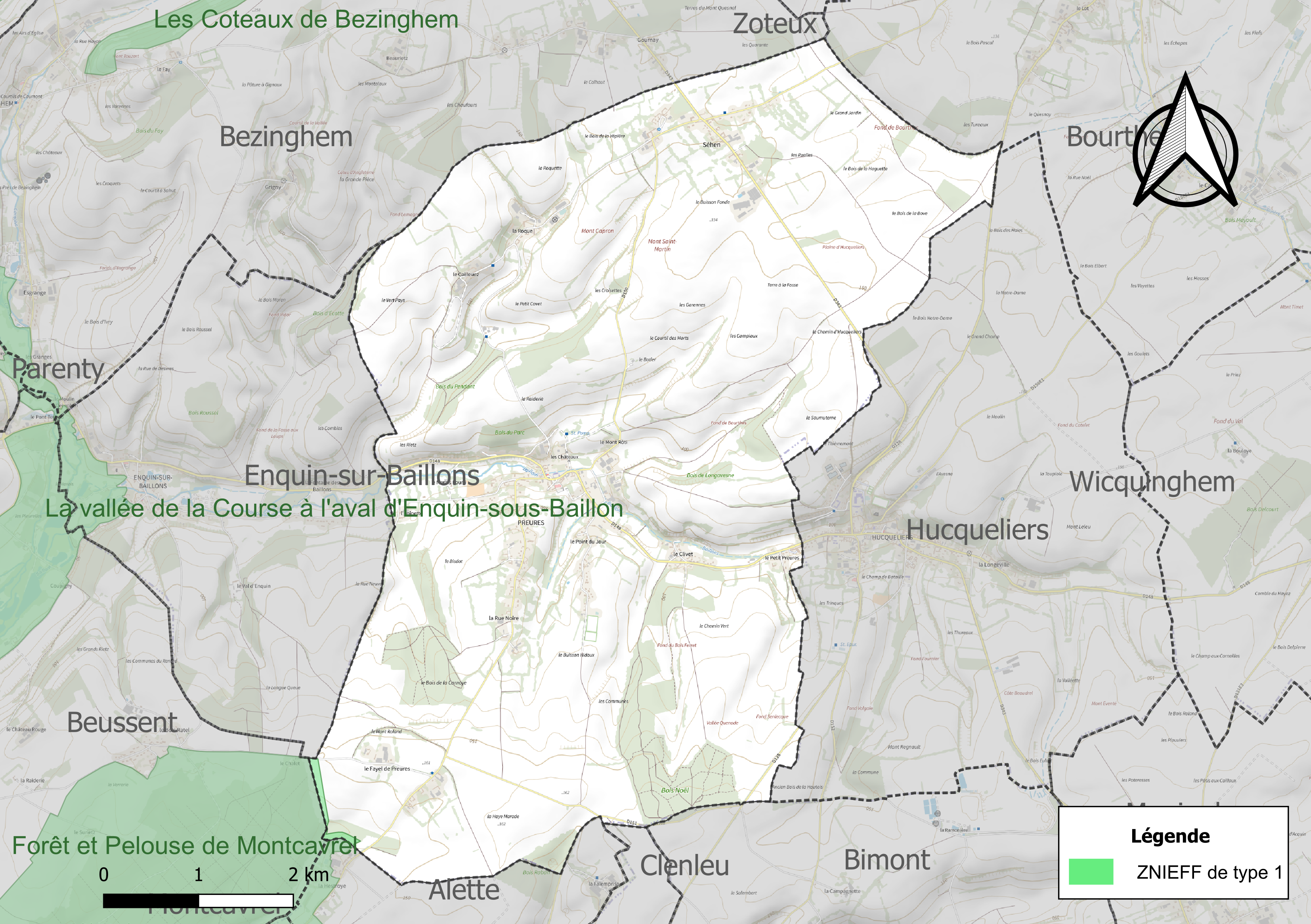
Carte de la ZNIEFF de type 1 sur la commune.
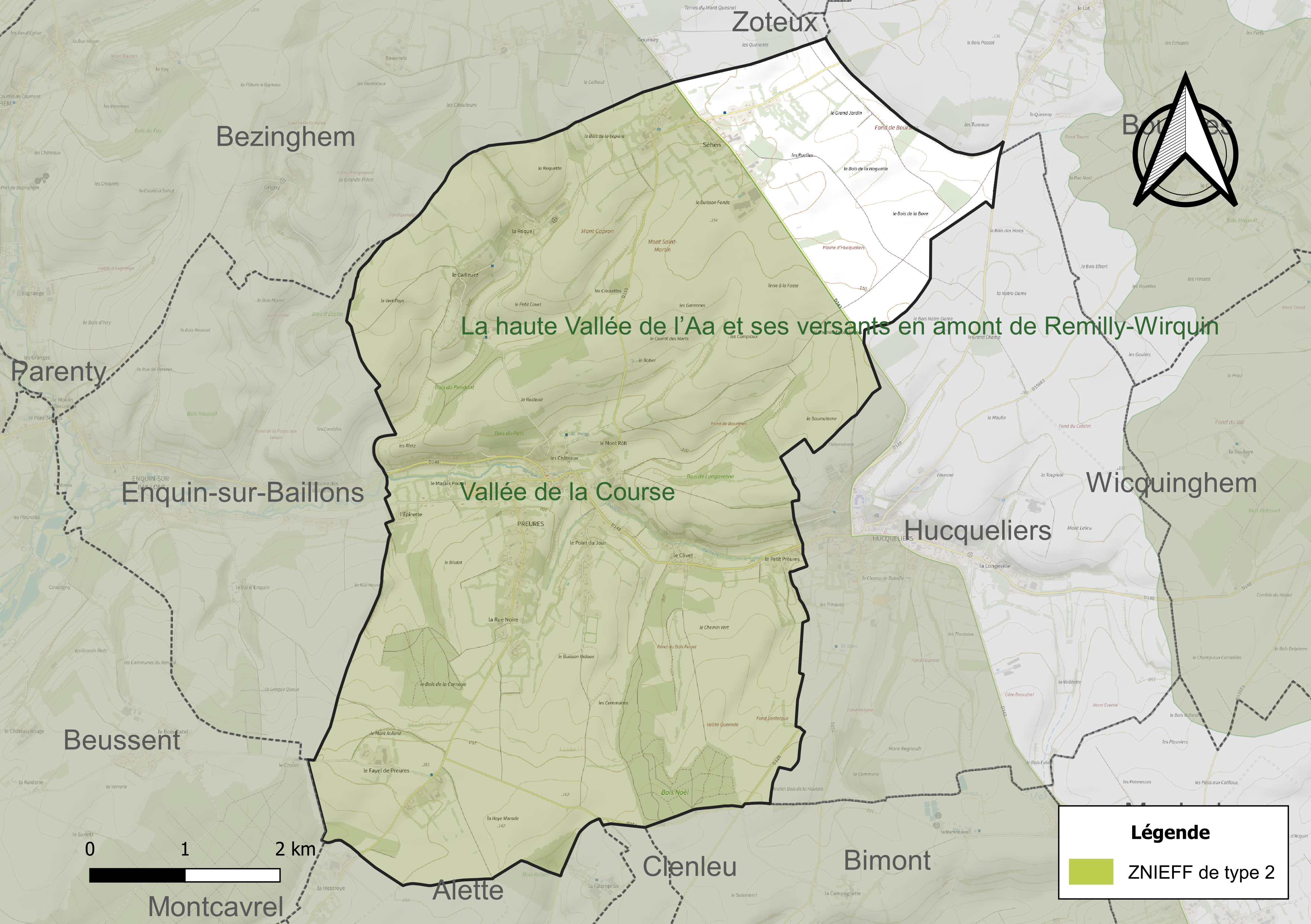
Carte de la ZNIEFF de type 2 sur la commune.

#### Espèces faunistiques et floristiques
L’Inventaire national du patrimoine naturel (INPN) recense plusieurs espèces faunistiques et floristiques sur le territoire de la commune dont certaines sont protégées et d’autres menacées et quasi-menacées.

## Urbanisme

### Typologie
Au 1er janvier 2024, Preures est catégorisée commune rurale à habitat dispersé, selon la nouvelle grille communale de densité à sept niveaux définie par l'Insee en 2022.
Elle est située hors unité urbaine et hors attraction des villes,.

### Occupation des sols
L'occupation des sols de la commune de Preures est marquée par l'importance des terres arables et des prairies (89,2 %). La répartition détaillée ressortant de la base de données européenne d'occupation biophysique des sols Corine Land Cover millésimée 2018 est la suivante : terres arables (61,4 %), prairies (27,8 %), forêts (4,5 %), zones urbanisées (3,8 %), zones agricoles hétérogènes (2,5 %). L'évolution de l’occupation des sols de la commune et de ses infrastructures peut être observée sur les différentes représentations cartographiques du territoire : la carte de Cassini (XVIIIe siècle), la carte d'état-major (1820-1866) et les cartes ou photos aériennes de l'IGN pour la période actuelle (1950 à aujourd'hui).

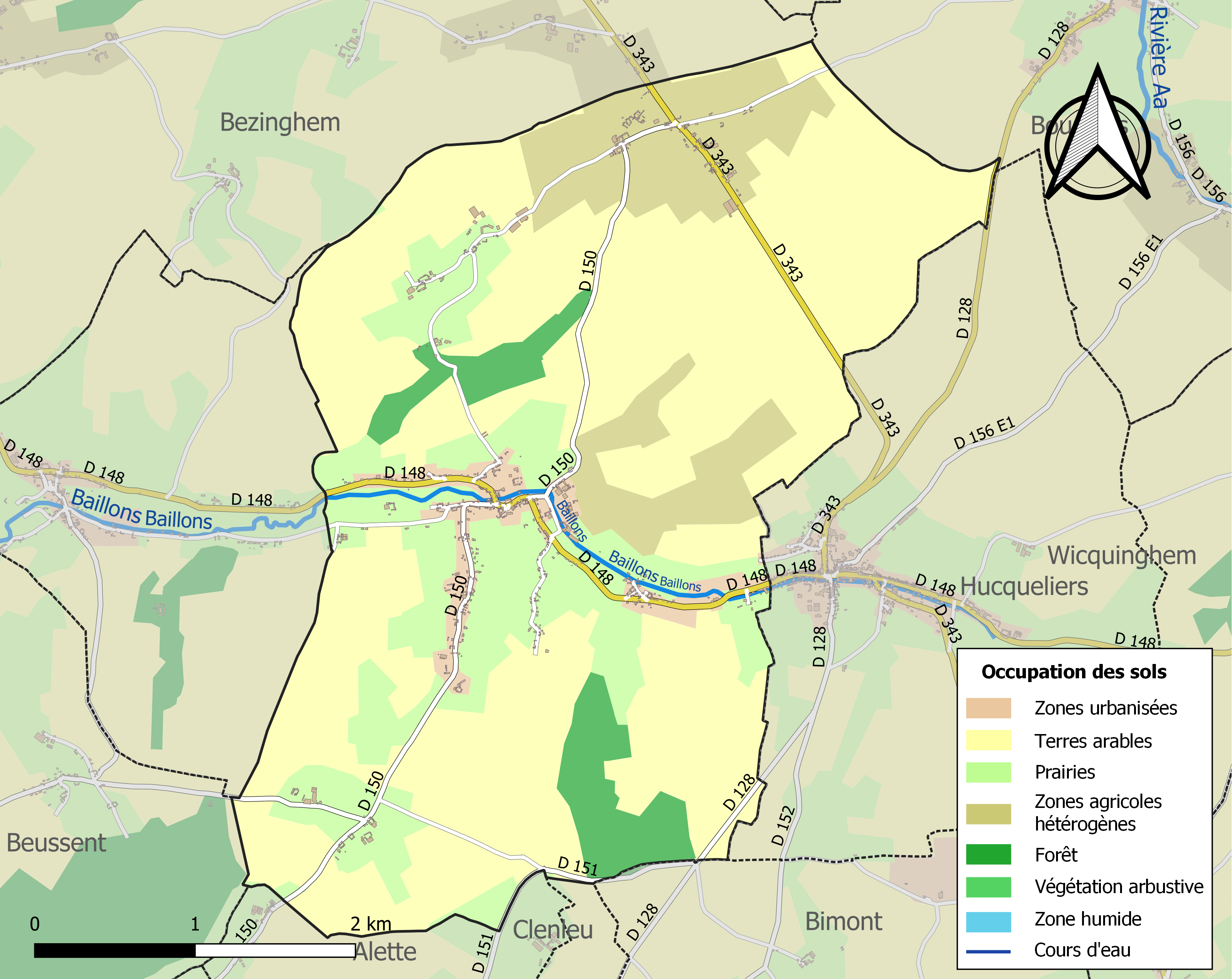
Carte des infrastructures et de l'occupation des sols de la commune en 2018 (CLC).

### Lieux-dits, hameaux et écarts
La commune de Preures comprend les hameaux de Séhen, du Clivet, du Fayel et de la Roque ainsi que les lieux-dits le Cailleuez, les Rietz, le Petit Preures et la rue Noire.

### Logement
En 2021, le nombre total de logements dans la commune était de 308, alors qu'il était de 271 en 2015 et de 250 en 2010.
Parmi ces logements, 86,8 % étaient des résidences principales, 7,3 % des résidences secondaires et 5,9 % des logements vacants. Ces logements étaient pour 92,6 % d'entre eux des maisons individuelles et pour 0,7 % des appartements.
Le tableau ci-dessous présente la typologie des logements à Preures en 2021 en comparaison avec celle du Pas-de-Calais et de la France entière. Une caractéristique marquante du parc de logements est ainsi une proportion de résidences secondaires et logements occasionnels (7,3 %) supérieure à celle du département (6,5 %) mais inférieure à celle de la France entière (9,7 %).
| Typologie                                               | Preures | Pas-de-Calais | France entière |
| ------------------------------------------------------- | ------- | ------------- | -------------- |
| Résidences principales (en %)                           | 86,8    | 86,1          | 82,2           |
| Résidences secondaires et logements occasionnels (en %) | 7,3     | 6,5           | 9,7            |
| Logements vacants (en %)                                | 5,9     | 7,3           | 8,1            |

### Voies de communication et transports

#### Voies de communication

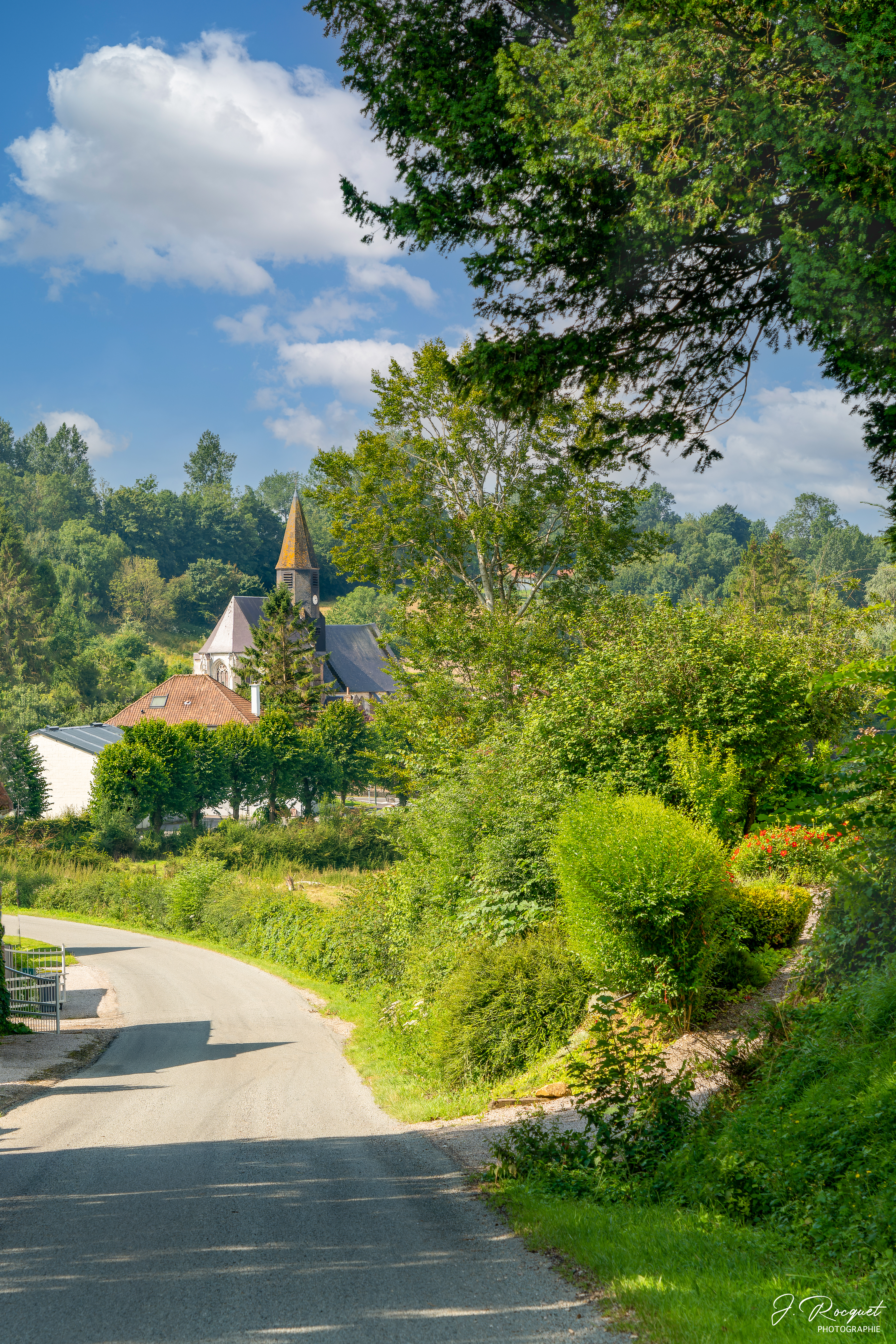
L'entrée de la commune par la D 148.

La commune se situe au croisement de la D 148, reliant Verchocq à Frencq, et de la D 129 venant du hameau de Séhen, au nord, et se prolongeant au sud, vers Montcavrel.
L'autoroute A16 passe à l'ouest de la commune, la desservant par le biais des sorties no 26 (Étaples-Le Touquet) et no 27 (Neuchâtel-Hardelot), situées toutes les deux à 24 km (trajet de 3 h en venant de Paris) et l'autoroute A26 passant à l'est de la commune et la desservant par le biais de la sortie no 4 (Aire-sur-la-Lys) située à 36 km.

#### Transports
La commune est à 22 km de la gare de Brimeux, située sur la ligne de Saint-Pol-sur-Ternoise à Étaples, desservie par le réseau TER, et à 22 km de la gare d'Étaples - Le Touquet, située sur la ligne de Longueau à Boulogne-Ville, desservie par le réseau TER et TGV inOui (accessibles en tarification TERGV, depuis ou vers Lille-Europe ou Arras).
La commune était située sur la ligne de chemin de fer Aire-sur-la-Lys - Berck-Plage, une ancienne ligne de chemin de fer qui reliait dans le département du Pas de Calais, entre 1893 et 1955, Aire-sur-la-Lys à Berck. La gare est devenue une maison d'habitation.
La commune est située à 25 km à l'est de l'aéroport Le Touquet-Élisabeth II.

#### Voies de la commune

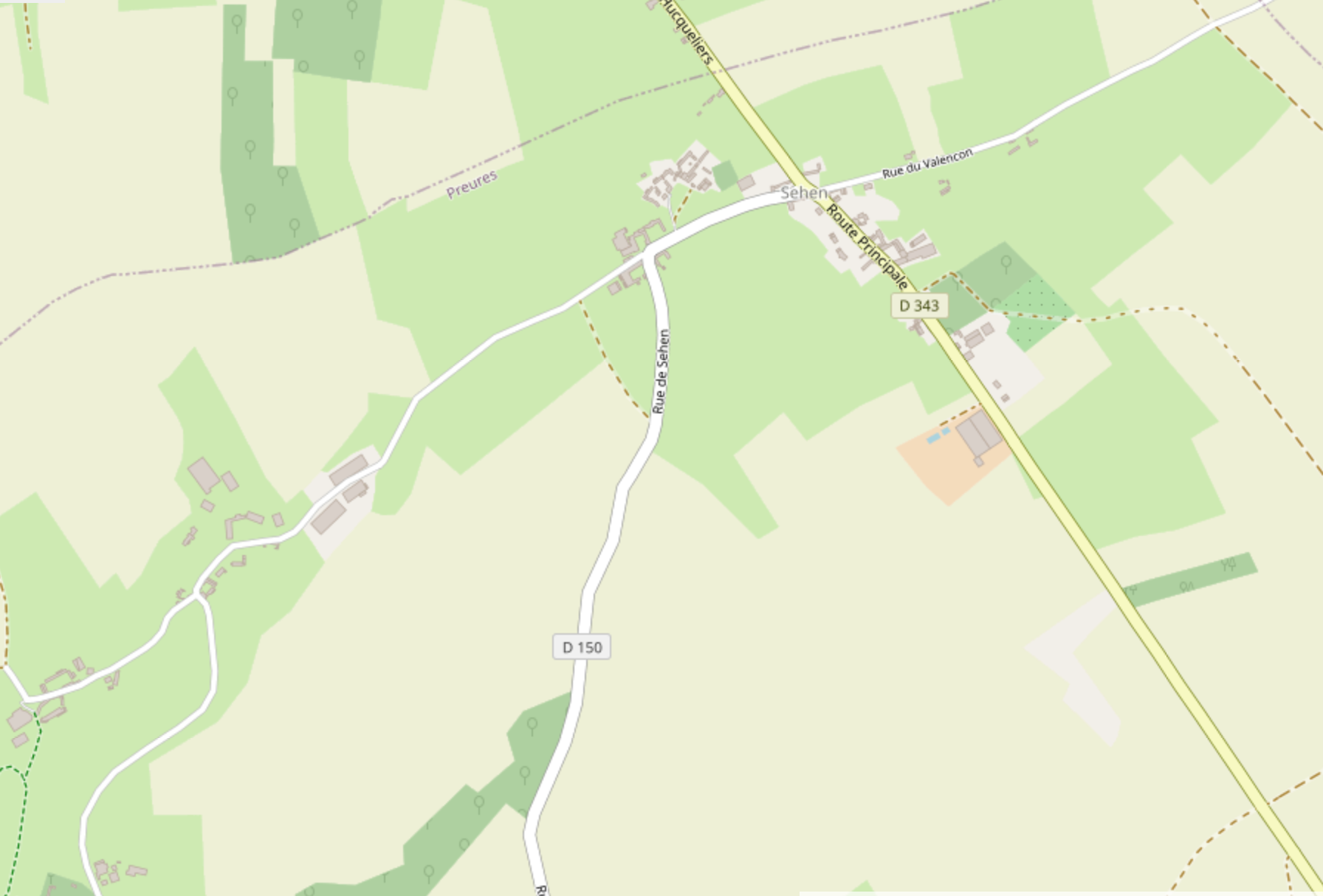
Les voies au nord de la commune.
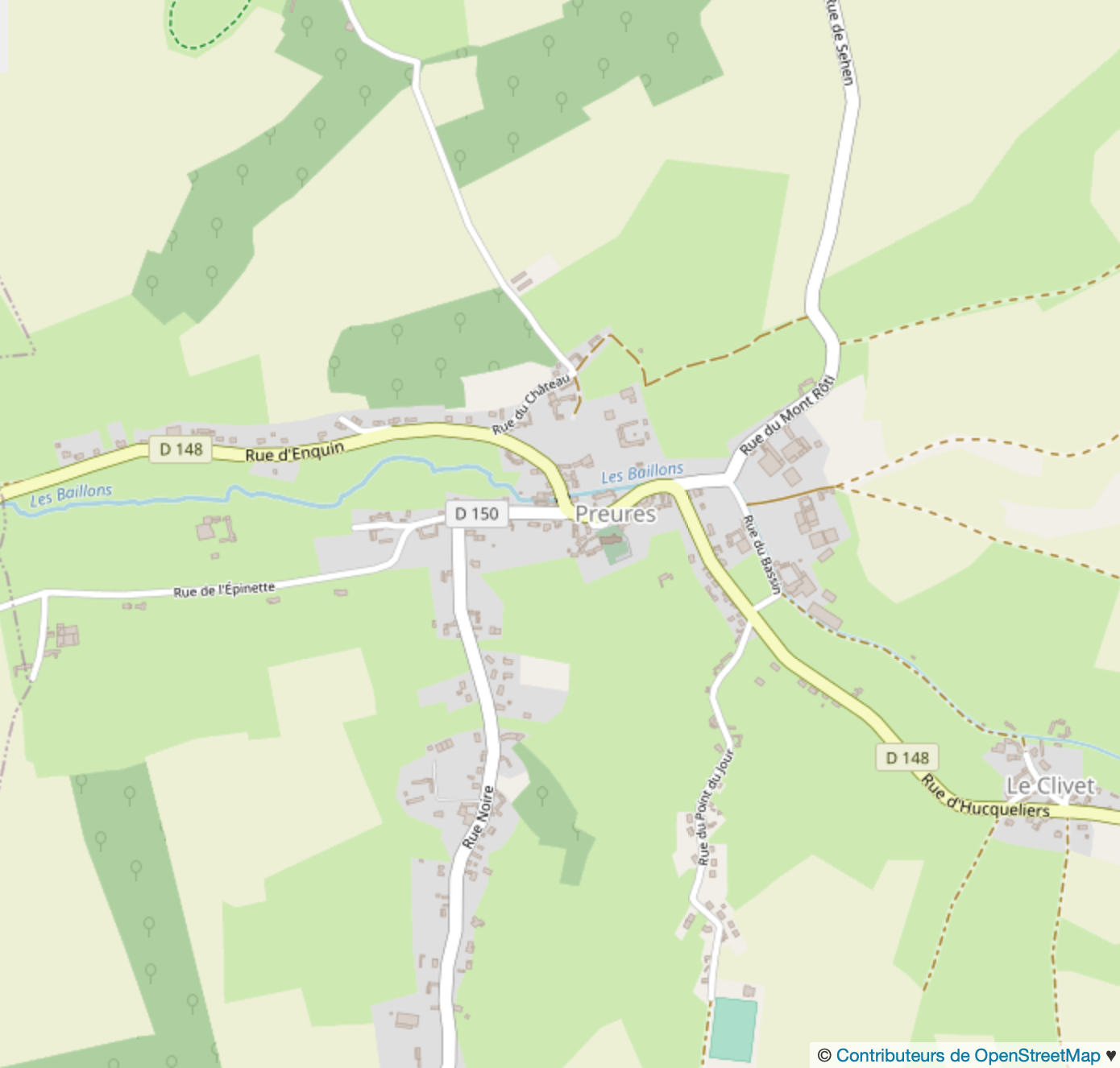
Les voies du bourg de la commune.
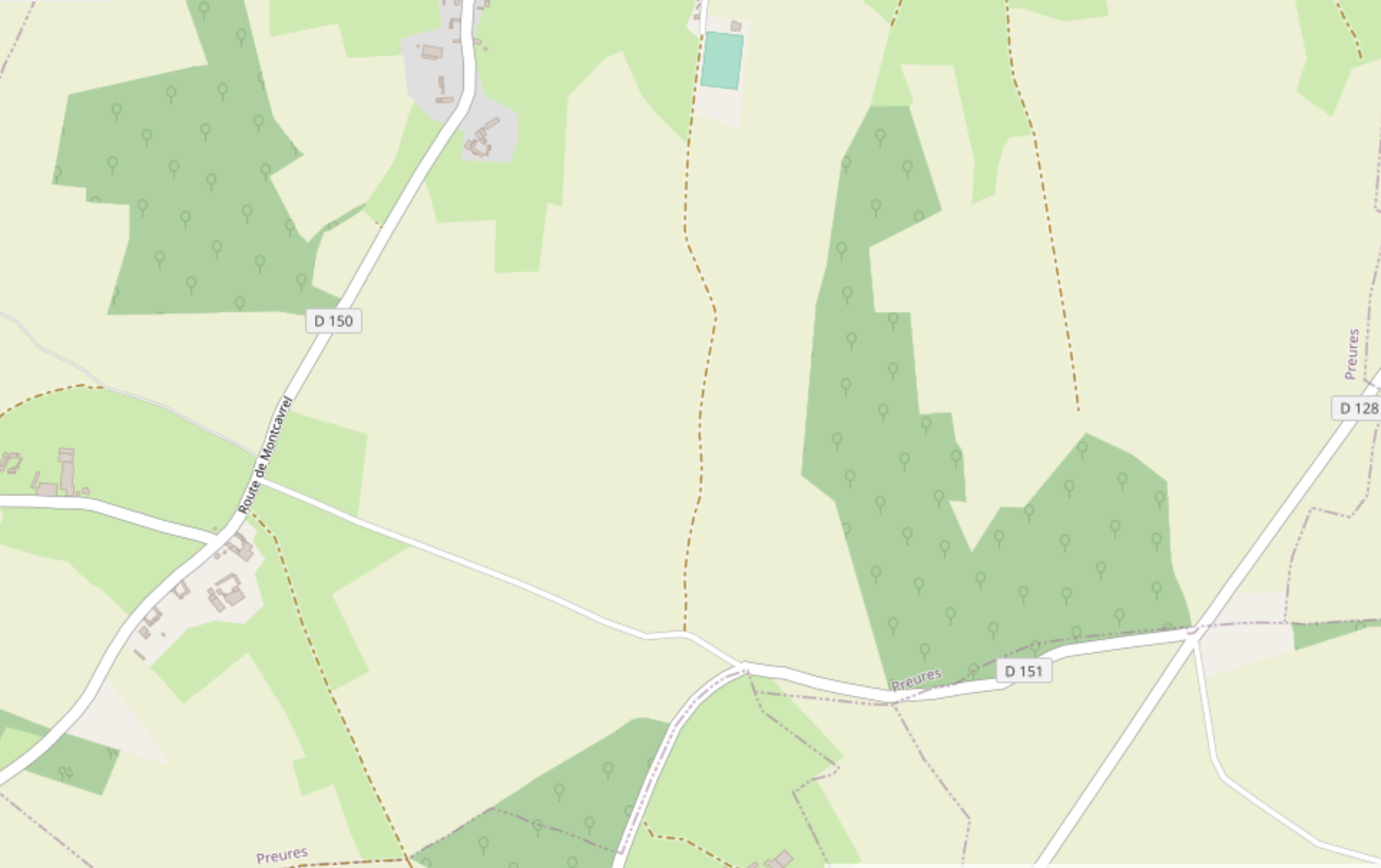
Les voies au sud de la commune.

### Risques naturels et technologiques

#### Risques naturels
Le risque sismique est « faible » (niveau 2) sur l'ensemble du territoire communal (zone 1 sur 5 du zonage mis en place en mai 2011), la majorité des communes du Pas-de-Calais sont en risque « faible » (zone 2 sur 5).
La commune n'est pas exposé à un risque important d'inondation mais est soumise à un plan de prévention des risques inondation et à un programme de prévention (PAPI), aucun mouvement de terrain ou de présence de cavité souterraine n'est recensé, le potentiel radon est faible, en revanche, elle est exposée au retrait-gonflement des sols argileux.
À la suite d'inondations et coulées de boue, la commune a été reconnue, à plusieurs reprises de 1995 à 2016, en état de catastrophe naturelle comme, le dernier en date, celui du 5 au 8 juin 2016 par arrêté du 15 juin 2016.
À la suite du passage des tempêtes Ciarán, Domingos et Elisa et des inondations et coulées de boue qui se sont produites, la commune est reconnue, par arrêté du 14 novembre 2023, en état de catastrophe naturelle pour inondations et coulées de boue sur la période du 2 au 12 novembre 2023, comme 179 autres communes du département.

#### Risques technologiques
La commune est à plus de 20 km d'une centrale nucléaire. Les centrales nucléaires françaises les plus proches, productrices de la grande majorité de l'électricité fournie à la commune, sont celles de Gravelines (50 km au nord, à vol d'oiseau) et Penly (80 km au sud-ouest, à vol d'oiseau), à noter que la centrale de Dungeness, en Angleterre, est située à 74 km au nord-ouest, à vol d'oiseau.

## Toponymie
Le nom de la localité est attesté sous les formes Praura en 1069 ; Pratura en 1235 ; Preure en 1254) ; Preurae au XIIIe siècle ; Preulles au XIVe siècle ; Preura en 1440 ; Preures en 1793 et depuis 1801.
Ernest Nègre donne comme origine toponymique le latin pratura, croisement de pratum « prés » et pastura « action de paître » et Jacques Mahieu donne une origine, assez proche, du latin prata, pluriel de pratum, « prés », suivi du suffixe -ura, donnant « pâtures ».

## Histoire
Jean de Preures, chevalier, épousa au XIVe siècle Marie de Mailly, fille de Gilles, seigneur d'Authuiles ; leur fils, marié à Jeanne de Brimeu, fut le dernier de la famille. L'héritière de l'importante seigneurie de Preures épousa successivement : Archambaud de Croy qui fut tué à Azincourt en 1415 ; Jean de Fosseux, chambellan du duc de Bourgogne, et enfin le sire de Comines. À dater de cette époque Preures ne cessa d'appartenir aux illustres barons de Thiembronne : il eut pour propriétaires d'abord les Bournel ; puis les Rouault-Gamaches ; puis les de Brune de Montlauet et enfin Jacques de Bullion, marquis de Farvacques qui transmit le domaine aux Gontaut-Biron, aux Biencourt et aux Rohan-Chabot. La confrérie des Charitables, fondée en 1627 dans l'église de Preures, fut rétablie en 1836. Le pèlerinage de saint Adrien est célèbre dans le pays. On l'invoque pour être préservé des épidémies ; tous les sept ans, les habitants de Samer se rendent processionnellement à l'église de Preures, afin d'implorer sa puissante intercession.
Les chanoines de Boulogne, héritiers du chapitre de Thérouanne, dont les droits avaient été confirmés en 1179 par le pape Alexandre III, partageaient la dîme avec le prieur de Renty et avec le titulaire de la chapelle castrale de Saint-Jean-Baptiste.
Le château fort fut détruit en 1554 par le duc de Norfolk après l'avoir assiégé.
En 1662, Bertrand Postel, sieur du Clivet, prit la tête des révoltés du Boulonnais dans la guerre dite des Lustucru et les entraîna vers Hucqueliers où la forteresse leur servit de base lors du dénouement final. En représailles les soldats du roi brûlèrent son manoir patrimonial. Arrêté, du Clivet connut le supplice de la roue, le 19 août 1662.
En 1789, la commune fait partie de la sénéchaussée de Boulogne et suivait la coutume de Boulonnais. Son église paroissiale, d’abord diocèse de Thérouanne, doyenné de Fauquembergues, puis diocèse de Boulogne, doyenné d’Alette, est consacrée à saint Martin et a Hucqueliers pour secours. Le château de Preures était une des quarante maisons fortes du Boulonnais.
En 1820 le hameau de Séhen tenta de conquérir son indépendance sur le plan paroissial. Ils avaient, à cet effet, fait construire une chapelle qui fut frappée d'interdit en 1885.

### Archéologie
Un cimetière mérovingien est découvert dans la commune en 1925, par Albert Crépin. Propriétaire des lieux, il a exhumé lui-même les 210 sépultures datant des VIe siècle et VIIe siècle, ce qui atteste l'ancienneté de la commune. Les tombes contenaient un mobilier funéraire relativement riche, composé d’armes, de boucles de ceintures et de baudriers, de bijoux, de fibules, d’amulettes, de vases de terres et de verre…. Ces nécropoles sont probablement franques, car elles contenaient des fers de lance et des scramasaxes. Toutefois, de nombreux objets du mobilier, notamment des fibules et des « gobelets carénés à bourrelets circulaires », sont d’origine saxonne. La plus remarquable découverte fut le cheval de Preures, une fibule en bronze, représenté sur le blason de la commune.

## Politique et administration

### Découpage territorial
La commune de Preures se trouve dans l'arrondissement de Montreuil du département du Pas-de-Calais.

#### Commune et intercommunalités
La commune de Preures a fait partie, de 1997 à 2016, de la communauté de communes du canton d'Hucqueliers et environs et, depuis le 1er janvier 2017, elle fait partie de la communauté de communes du Haut Pays du Montreuillois dont le siège est basé à Fruges. Cette communauté de communes regroupe 49 communes et totalise 15 703 habitants en 2021.

#### Circonscriptions administratives
La commune faisait partie du canton de Hucqueliers, depuis la loi du 22 décembre 1789 reprise par la constitution de 1791, qui divise le royaume (la République en septembre 1792), en communes, cantons, districts et départements.
Dans le cadre du redécoupage cantonal de 2014 en France, elle est maintenant rattachée au canton de Lumbres composé de 60 communes,.

#### Circonscriptions électorales
Pour l'élection des députés, la commune fait partie, depuis 1986, de la quatrième circonscription du Pas-de-Calais.

### Élections municipales et communautaires
Le conseil municipal de Preures, commune de moins de 1 000 habitants, est élu au scrutin majoritaire plurinominal à deux tours (sans aucune modification possible de la liste), pour un mandat de six ans renouvelable. Compte tenu de la population communale, le nombre de sièges à pourvoir lors des élections municipales de 2020 est de 15. 15 conseillers municipaux sont élus au premier tour avec un taux de participation de 60,52 %.
Dans les communes de moins de 1 000 habitants, les conseillers communautaires sont désignés parmi les conseillers municipaux élus en suivant l’ordre du tableau (maire, adjoints puis conseillers municipaux) et dans la limite du nombre de sièges attribués à la commune au sein du conseil communautaire,.
- Maire sortant : Christophe Coffre (SE)
- 15 sièges à pourvoir au conseil municipal (population légale 2022  : 624 habitants)

| Tête de liste            | Tête de liste            | Liste                    | Premier tour | Premier tour | Premier tour |  |
| Tête de liste            | Tête de liste            | Liste                    | Voix         | %            | CM           |  |
| ------------------------ | ------------------------ | ------------------------ | ------------ | ------------ | ------------ |  |
|                          | Christophe Coffre        | SE                       | 230          |              | 15           |  |
|                          |                          |                          |              |              |              |  |
| Votes valides            | Votes valides            | Votes valides            | 273          | 97,85        |              |  |
| Votes blancs             | Votes blancs             | Votes blancs             | 2            | 0,72         |              |  |
| Votes nuls               | Votes nuls               | Votes nuls               | 4            | 1,43         |              |  |
| Total                    | Total                    | Total                    | 279          | 100          | 15           |  |
| Abstention               | Abstention               | Abstention               | 182          | 39,48        |              |  |
| Inscrits / participation | Inscrits / participation | Inscrits / participation | 461          | 60,52        |              |  |

#### Liste des maires
| Période                                  | Période                    | Identité          | Étiquette | Qualité                                                                     |
| ---------------------------------------- | -------------------------- | ----------------- | --------- | --------------------------------------------------------------------------- |
| Les données manquantes sont à compléter. |                            |                   |           |                                                                             |
| mars 2001                                | En cours (au 2 avril 2022) | Christophe Coffre |           | Agriculteur Réélu pour le mandat 2014-2020, Réélu pour le mandat 2020-2026, |

### Jumelage
La commune de Preures n'est jumelée avec aucune ville.

## Équipements et services publics

### Eau et déchets

#### Prélèvements en eau et usages
En 2018, sur le territoire de la commune, il a été prélevé 159 914 m3 d'eau.

#### Services en production et distribution d'eau potable, assainissement collectif, assainissement non collectif
Le syndicat intercommunal d'adduction d'eau de la région de Bourthes et le syndicat intercommunal d'adduction et de distribution d'eau de la vallée des Baillons assurent la gestion de l'eau potable en régie. L'assainissement non collectif est géré par la communauté de communes du Haut Pays du Montreuillois (CCHPM), en revanche, il n'y a pas de donnée concernant l'assainissement collectif et.

#### Tarifs de l'eau et assainissement
Sur la commune de Preures, les tarifs sont les suivants :
- Eau potable, pour une facture de 120 m3, le m3 est facturé entre 1,39 euro et 2,85 euros (au 1er janvier 2019).
- Assainissement collectif, aucune donnée disponible.
- Assainissement non-collectif, pour un diagnostic de bon fonctionnement et d'entretien, le montant facturé est de 45 euros (au 1er janvier 2021)[42].

#### Gestion des déchets
La gestion des déchets est organisée par la communauté de communes du Haut Pays du Montreuillois.
La commune est à proximité des déchèteries d'Ergny (7 km) et de Longfossé (10 km) ainsi que du site d'installation de stockage de déchets non dangereux (ISDND) de Bimont (4 km) et du centre de compostage de Cormont (10 km).

### Enseignement
La commune est située dans l'académie de Lille et dépend, pour les vacances scolaires, de la zone B.
Elle administre l'école maternelle des Baillons et dispose de la microcrèche, « Au pays des merveilles », d'une capacité de dix places.

### Postes et télécommunications
La commune ne dispose pas d'un bureau de poste, celui-ci se trouve dans la commune voisine d'Hucqueliers (3 km).

### Santé
Les Preurois bénéficient des services d'une part, du centre hospitalier de l'arrondissement de Montreuil (CHAM), situé à Rang-du-Fliers, à 30 km et d'autre part, du centre hospitalier de Boulogne-sur-Mer à 34 km.
La commune dispose d'un hébergement médicalisé pour personnes âgées.

### Justice, sécurité, secours et défense

#### Justice
La commune relève du tribunal de proximité de Montreuil-sur-Mer, du tribunal judiciaire de Boulogne-sur-Mer, de la cour d'appel d'Amiens et de Douai, du tribunal pour enfants de Boulogne-sur-Mer, du conseil de prud'hommes de Boulogne-sur-Mer, du tribunal de commerce de Boulogne-sur-Mer et du tribunal paritaire des baux ruraux de Boulogne-sur-Mer, Calais et Montreuil-sur-Mer.

#### Sécurité
La commune est dans la compétence territoriale de la brigade de gendarmerie d'Hucqueliers (3 km),.

#### Secours
La commune est à proximité du centre d'incendie et de secours (CIS) d'Hucqueliers (3 km).

## Population et société

### Démographie
Les habitants sont appelés les Preurois.

#### Évolution démographique
L'évolution du nombre d'habitants est connue à travers les recensements de la population effectués dans la commune depuis 1793. Pour les communes de moins de 10 000 habitants, une enquête de recensement portant sur toute la population est réalisée tous les cinq ans, les populations de référence des années intermédiaires étant quant à elles estimées par interpolation ou extrapolation. Pour la commune, le premier recensement exhaustif entrant dans le cadre du nouveau dispositif a été réalisé en 2004.

En 2022, la commune comptait 624 habitants, en évolution de +3,48 % par rapport à 2016 (Pas-de-Calais : −0,72 %, France hors Mayotte : +2,11 %).
| 1793 | 1800 | 1806 | 1821 | 1831 | 1836 | 1841 | 1846 | 1851 |
| ---- | ---- | ---- | ---- | ---- | ---- | ---- | ---- | ---- |
| 741  | 720  | 771  | 760  | 750  | 772  | 741  | 750  | 753  |

| 1856 | 1861 | 1866 | 1872 | 1876 | 1881 | 1886 | 1891 | 1896 |
| ---- | ---- | ---- | ---- | ---- | ---- | ---- | ---- | ---- |
| 718  | 758  | 754  | 734  | 786  | 700  | 740  | 745  | 747  |

| 1901 | 1906 | 1911 | 1921 | 1926 | 1931 | 1936 | 1946 | 1954 |
| ---- | ---- | ---- | ---- | ---- | ---- | ---- | ---- | ---- |
| 762  | 770  | 768  | 682  | 622  | 589  | 570  | 582  | 563  |

| 1962 | 1968 | 1975 | 1982 | 1990 | 1999 | 2004 | 2006 | 2009 |
| ---- | ---- | ---- | ---- | ---- | ---- | ---- | ---- | ---- |
| 536  | 514  | 472  | 509  | 426  | 448  | 494  | 508  | 554  |

| 2014 | 2019 | 2022 | - | - | - | - | - | - |
| ---- | ---- | ---- | - | - | - | - | - | - |
| 600  | 618  | 624  | - | - | - | - | - | - |

#### Pyramide des âges
En 2018, le taux de personnes d'un âge inférieur à 30 ans s'élève à 34,2 %, soit en dessous de la moyenne départementale (36,7 %). À l'inverse, le taux de personnes d'âge supérieur à 60 ans est de 28,2 % la même année, alors qu'il est de 24,9 % au niveau départemental.
En 2018, la commune comptait 301 hommes pour 311 femmes, soit un taux de 50,82 % de femmes, légèrement inférieur au taux départemental (51,50 %).
Les pyramides des âges de la commune et du département s'établissent comme suit.
| Hommes | Classe d’âge | Femmes |
| ------ | ------------ | ------ |
| 2,3    | 90 ou +      | 1,6    |
| 9,1    | 75-89 ans    | 12,0   |
| 14,5   | 60-74 ans    | 16,7   |
| 20,0   | 45-59 ans    | 16,0   |
| 19,5   | 30-44 ans    | 19,9   |
| 16,7   | 15-29 ans    | 15,2   |
| 17,9   | 0-14 ans     | 18,6   |

| Hommes | Classe d’âge | Femmes |
| ------ | ------------ | ------ |
| 0,5    | 90 ou +      | 1,6    |
| 5,6    | 75-89 ans    | 8,9    |
| 16,7   | 60-74 ans    | 18,1   |
| 20,2   | 45-59 ans    | 19,2   |
| 18,9   | 30-44 ans    | 18,1   |
| 18,2   | 15-29 ans    | 16,2   |
| 19,9   | 0-14 ans     | 17,9   |

### Manifestations culturelles et festivités
La balade gourmande de la vallée de la Course est organisée, depuis 2018, le lundi de Pâques, avec les comités des fêtes d’Enquin-sur-Baillons et de Bezinghem, de la carabine beussentoise et du foyer rural de Preures. Cette balade pédestre, qui a déjà regroupé 1 000 participants, consiste en une boucle balisée de 12 km, au cœur des paysages de ces communes, entrecoupée de pauses gastronomiques avec des produits locaux.
Le festival de rock « Preures en rock », organisé par le foyer rural de Preures-Zoteux, se déroule tous les ans au mois de juin, depuis 2014.
La commune participe à la manifestation « Les étincelles de la vallée de la Course », qui se déroule chaque année à la mi-août dans quinze villages de la vallée et où les visiteurs découvrent les illuminations et les animations de la vallée,.

### Sports et loisirs

#### Football
Le club Foyer Rural Preures-Zoteux évolue dans le district Côte d'Opale.

#### Sports mécaniques
L'association Team-Preures Rallye ++, dont les domaines d'activité sont les sports mécaniques (sport automobile, moto, trial), est située au no 60 rue Noire.

#### Autres sports
La commune dispose de la salle intercommunale de la Roque où l'on peut y pratiquer le futsal, le basket-ball, le volley-ball, le handball et le tennis.
Le foyer rural de Preures-Zoteux organise, chaque année, le jeudi de l'Ascension, le rurathlon. Cette épreuve qui attire 300 participants est constituée d'épreuves pédestres et de VTT sur différentes distances.

#### Sentiers pédestres
Le sentier de grande randonnée GR 127 A, appelé aussi GR de pays du Haut-Pays d'Artois, de Dennebrœucq à Doudeauville (longueur 42 km), traverse le sud de la commune en venant de Bimont et se dirige vers Enquin-sur-Baillons.
Un chemin de randonnée PR (Promenades & Randonnées), situé à l'est de la commune et passant par le centre du village, propose une boucle venant de Hucqueliers.

### Cultes
Le territoire de la commune est rattaché à la paroisse de « Notre-Dame des sources » au sein du doyenné de Berck - Montreuil, dépendant du diocèse d'Arras. Ce doyenné couvre 68 communes.
La commune dispose d'un lieu de culte, l'église Saint-Martin de Preures, sise rue de l'Église.

### Médias
Le quotidien régional La Voix du Nord publie une édition locale pour le Montreuillois.
La commune est couverte par les programmes de France 3 Nord-Pas-de-Calais.

## Économie

### Revenus de la population et fiscalité
En 2021, la commune compte 244 ménages fiscaux, regroupant 611 personnes.
Le revenu fiscal médian par ménage de la commune est de 20 450 €, inférieur à celui du département du Pas-de-Calais (20 720 €) et inférieur à celui de la France métropolitaine (23 080 €). La commune compte 244 ménages fiscaux, regroupant 611 personnes,,.

### Emploi
|                       | 2010   | 2015   | 2021   |
| --------------------- | ------ | ------ | ------ |
| Commune               | 9,2 %  | 8,4 %  | 12,4 % |
| Département           | 15,4 % | 17,7 % | 14,7 % |
| France métropolitaine | 11,6 % | 13,7 % | 11,7 % |

En 2021, la population âgée de 15 à 64 ans s'élève à 370 personnes, parmi lesquelles on compte 77,6 % d'actifs (68,0 % ayant un emploi et 9,6 % de chômeurs) et 22,4 % d'inactifs,En 2021, le taux de chômage communal (au sens du recensement) des 15-64 ans est inférieur à celui du département du Pas-de-Calais et supérieur à celui de la France métropolitaine.
La commune est hors attraction des villes,. Elle compte 153 emplois en 2021, contre 164 en 2015 et 129 en 2010. Le nombre d'actifs ayant un emploi résidant dans la commune est de 252, soit un indicateur de concentration d'emploi de 61,0 % et un taux d'activité parmi les 15 ans ou plus de 56,6 %.
Sur ces 252 actifs de 15 ans ou plus ayant un emploi, 55 travaillent dans la commune, soit 22,0 % des habitants. Pour se rendre au travail, 86,4 % des habitants utilisent une voiture, un camion ou une fourgonnette, 0,4 % les transports en commun, 2,8 % s'y rendent en deux-roues, à vélo ou à pied et 10,4 % n'ont pas besoin de transport (travail au domicile).

### Entreprises et commerces
Au 31 décembre 2018, la commune de Preures comptait 24 établissements (hors agriculture) : 5 dans l'industrie, 7 dans la construction, 1 dans le commerce de gros et de détail, transport, hébergement et restauration, 2 dans l'activité immobilière, 3 dans l'activité spécialisée, scientifique et technique et activité de service administratif et de soutien, 4 dans le secteur administratif et 2 dans les autres activités de services.
En 2019, 2 entreprises ont été créées.
La gare de Preures, située sur la ligne de chemin de fer Aire-sur-la-Lys - Berck-Plage, aujourd'hui transformée en maison d'habitation, relevait autrefois d'une activité économique importante : chargement de betteraves, arrivée de wagons chargés de matériaux de construction, arrivage de poissons.

#### Agriculture
La commune de Preures fait partie de la petite région agricole du « Haut-pays d'Artois ».
En 2010, on comptait 16 exploitations agricoles, pour une superficie agricole utilisée de 1 203 hectares, dont 13 exploitations avec un cheptel de vaches laitières et 5 de vaches nourrices.

## Culture locale et patrimoine

### Lieux et monuments
- L'église Saint-Martin accuse diverses époques d'architecture : le chœur, éclairé de neuf fenêtres, est du XVe siècle. La tour, qui a conservé le caractère roman, était surmontée d'un clocher très remarquable qui s'écroula en 1808 à la suite des dégradations subies pendant la Révolution. La flèche actuelle a été élevée en 1853. La tradition attribue la construction de la remarquable église de Preures à Waléran III de Luxembourg-Ligny (vers 1355-1415), seigneur de Tingry et d'Hucqueliers, qui fonda une rente au profit de la fabrique. Le tableau du maître-autel est une copie d'une œuvre du peintre Raphaël, signée Jean-Baptiste Caron.

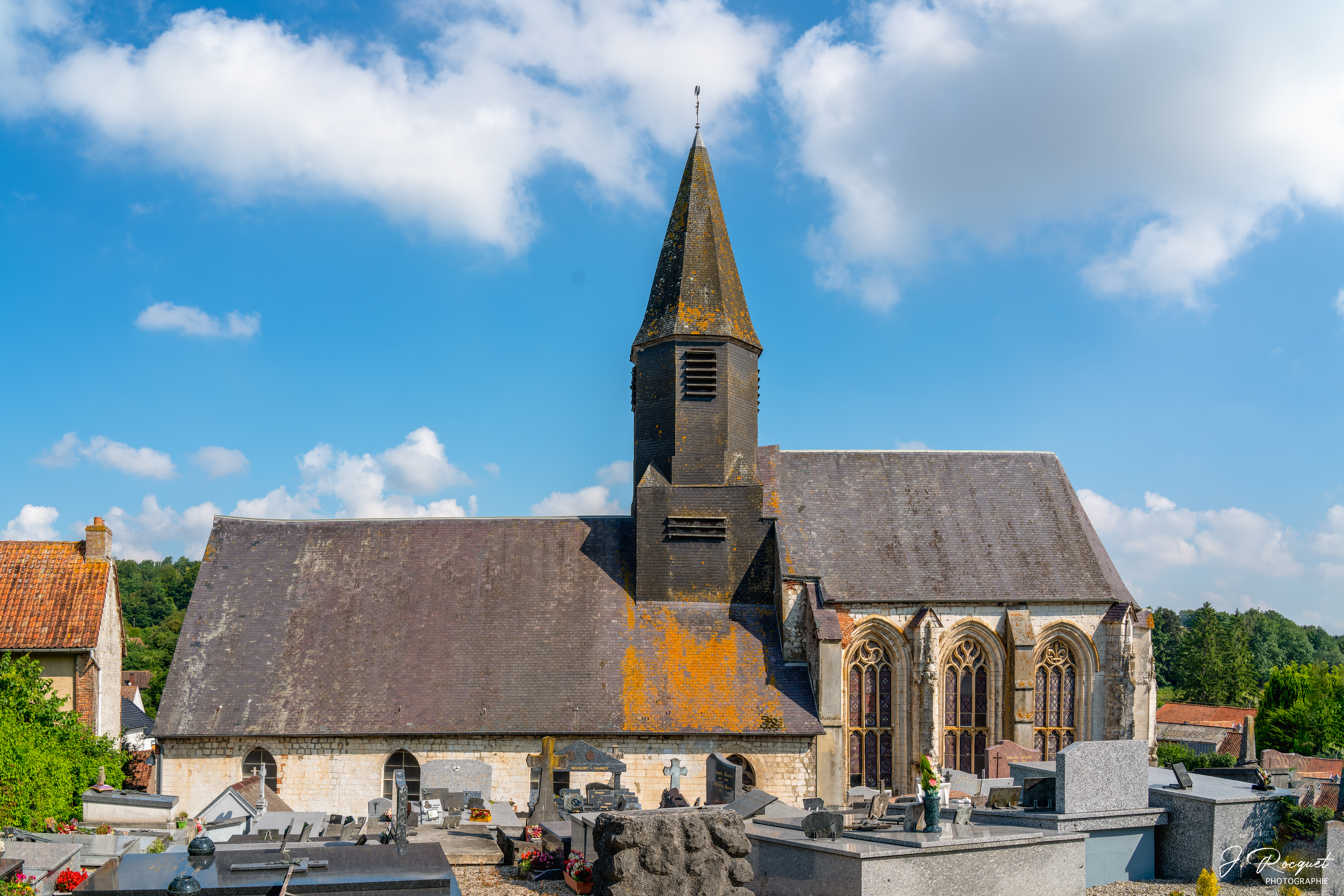
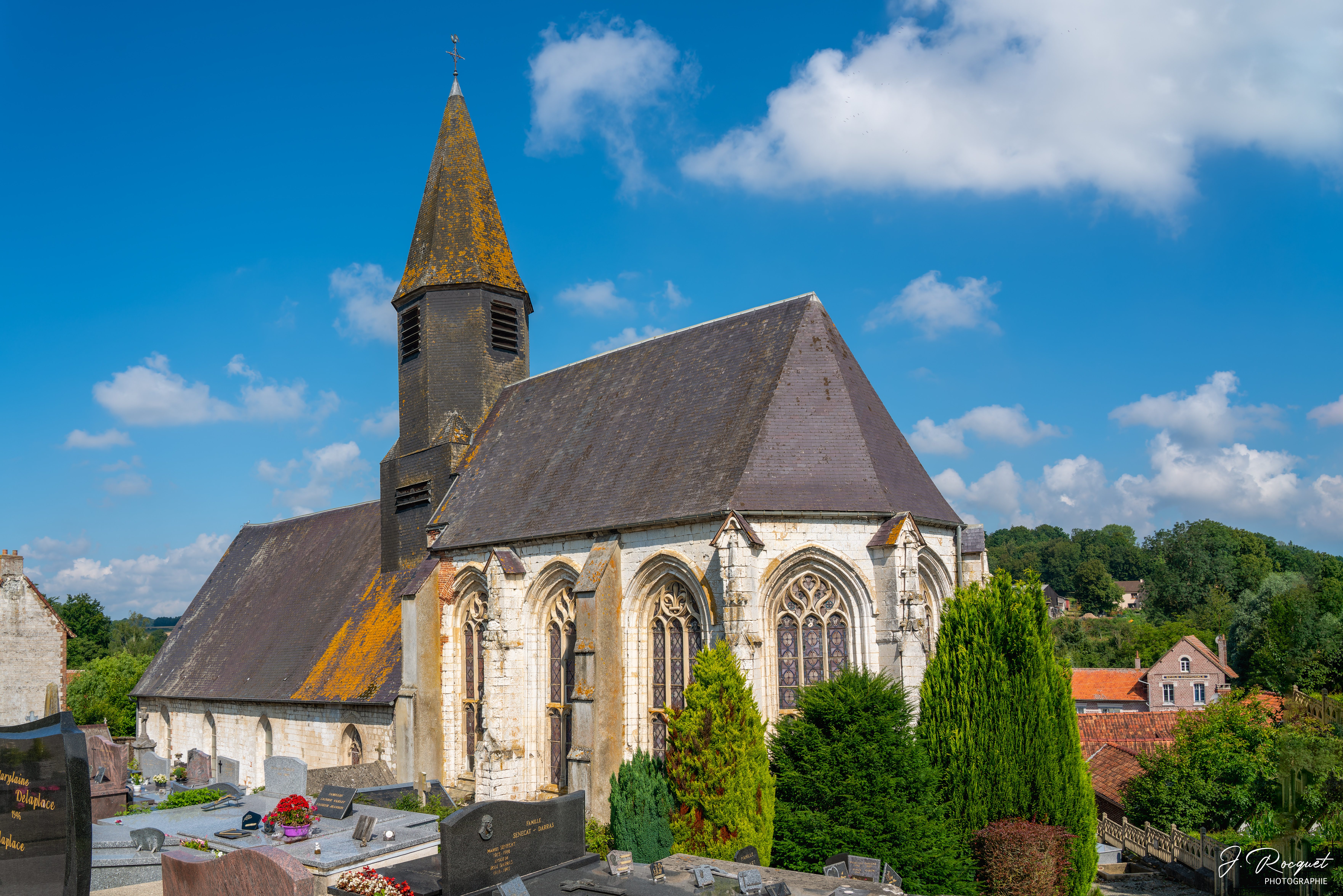
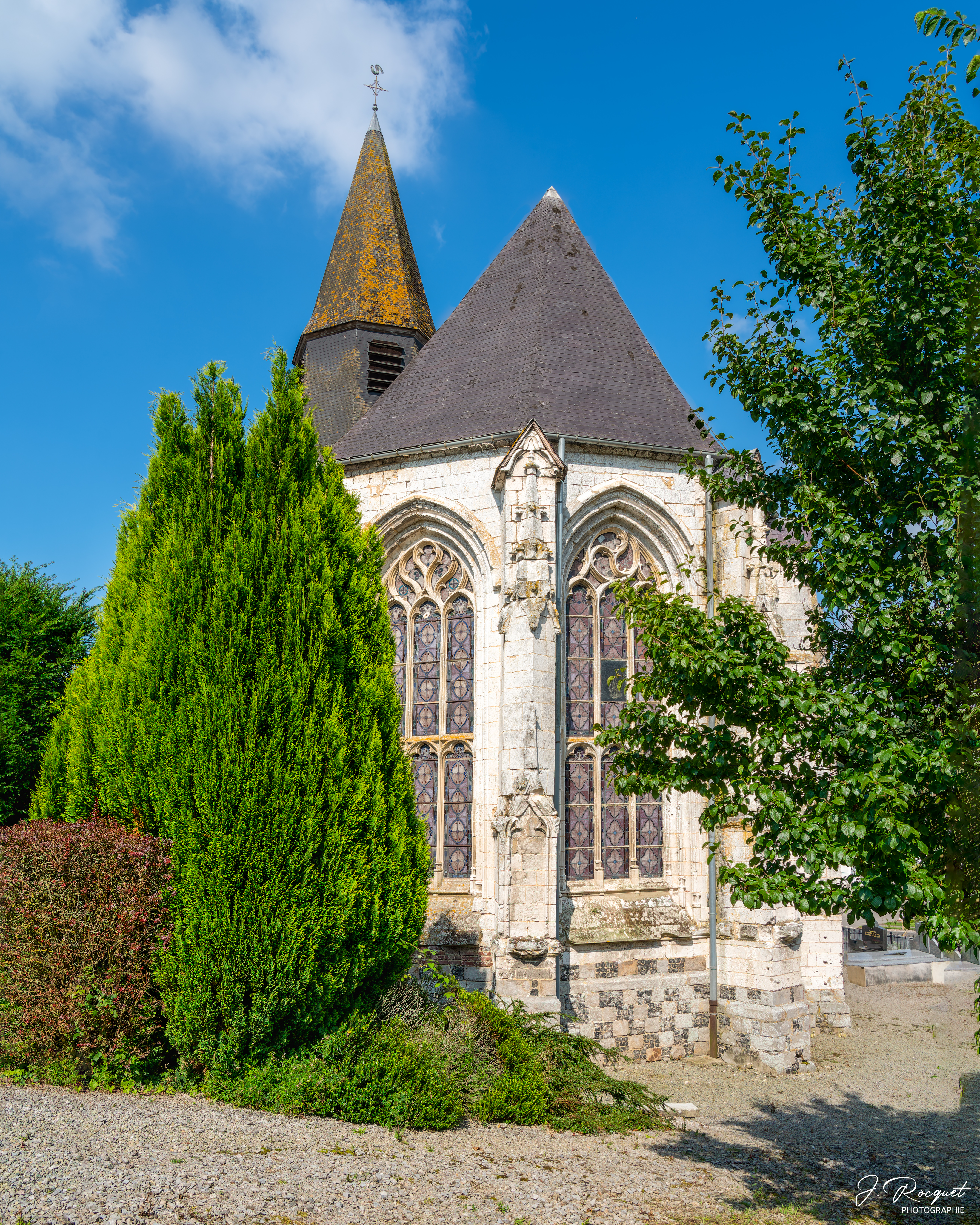
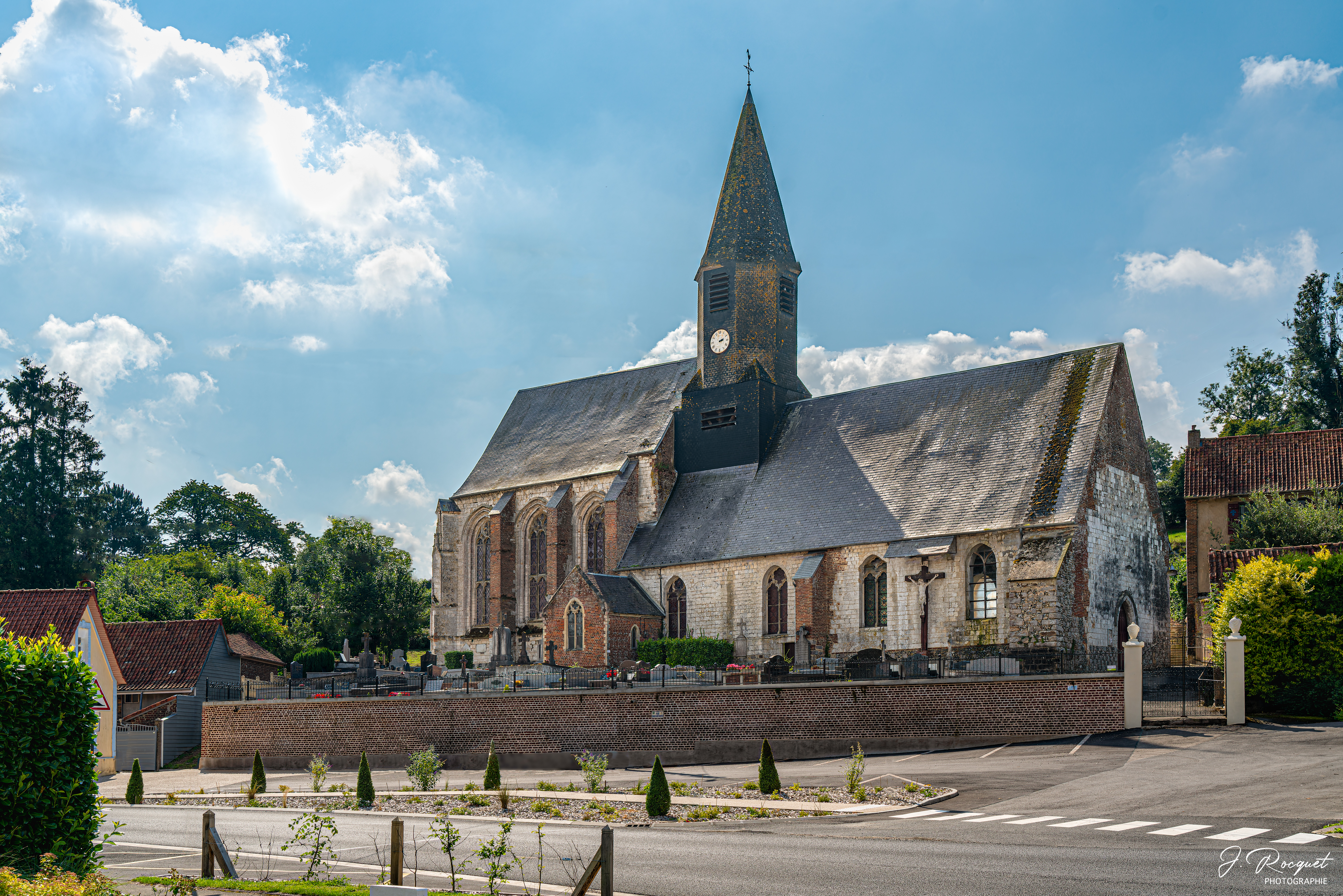

- Le musée privé de Preures (qui existait en 1980), archéologie, fossiles.
- Au lieu-dit les Châteaux, à quelques pas d'une vieille tour, s'élève la motte féodale sur laquelle était bâtie l'antique forteresse des seigneurs de Preures.
- L'ancienne gare, aujourd'hui maison d'habitation, située sur l'ancienne ligne de chemin de fer Aire-sur-la-Lys - Berck-Plage.
- Le manoir Saint-Martin, place de l'Église, construit en 1729 par la famille du Quesnoy, seigneurs d'Escœuilles, de Saint-Martin en Preures et de Rety.
- Le calvaire, rue du Bassin.
- Le monument aux morts, place de la mairie[73].

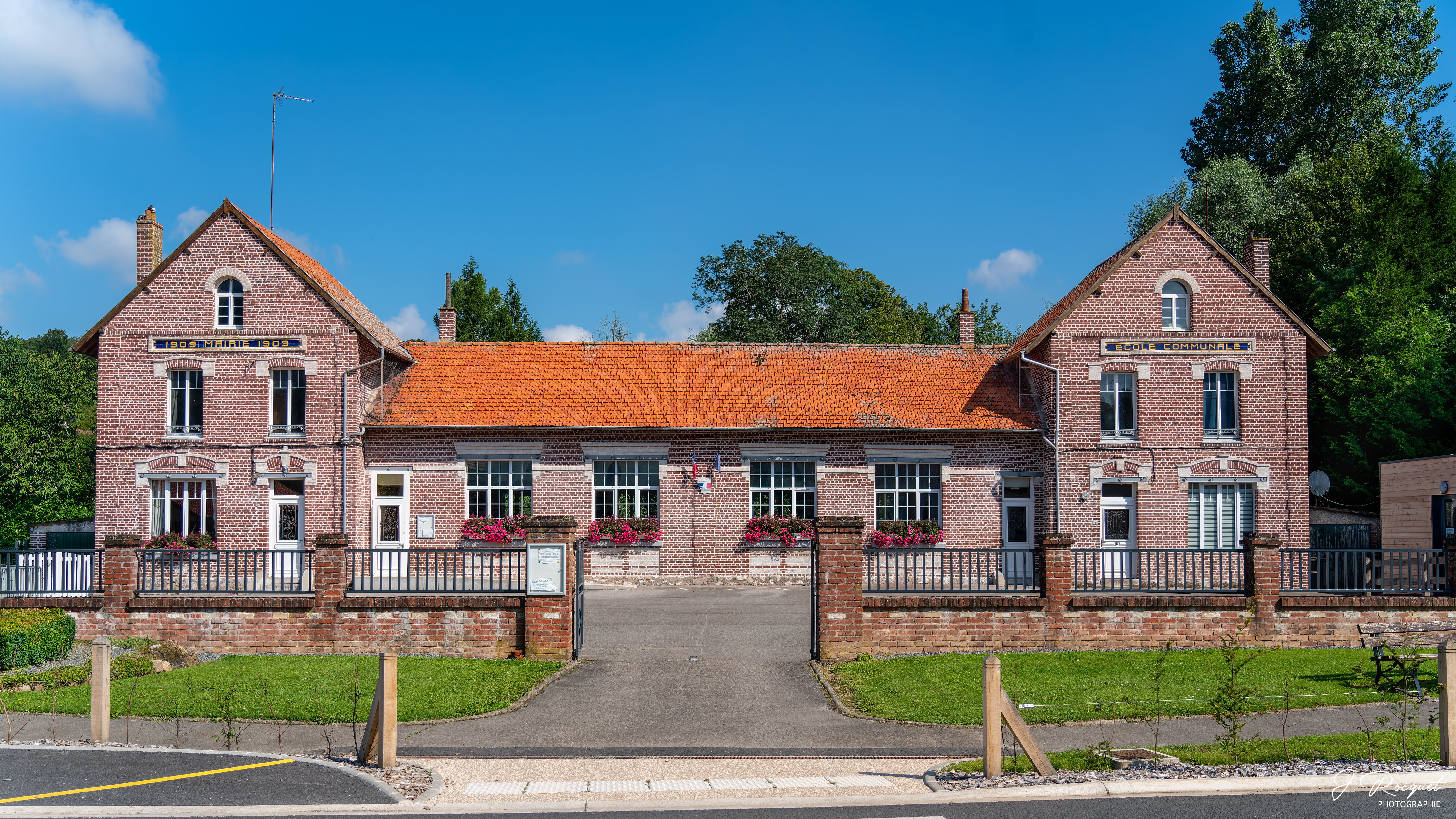
L'école et l'ancienne mairie datées de 1909.
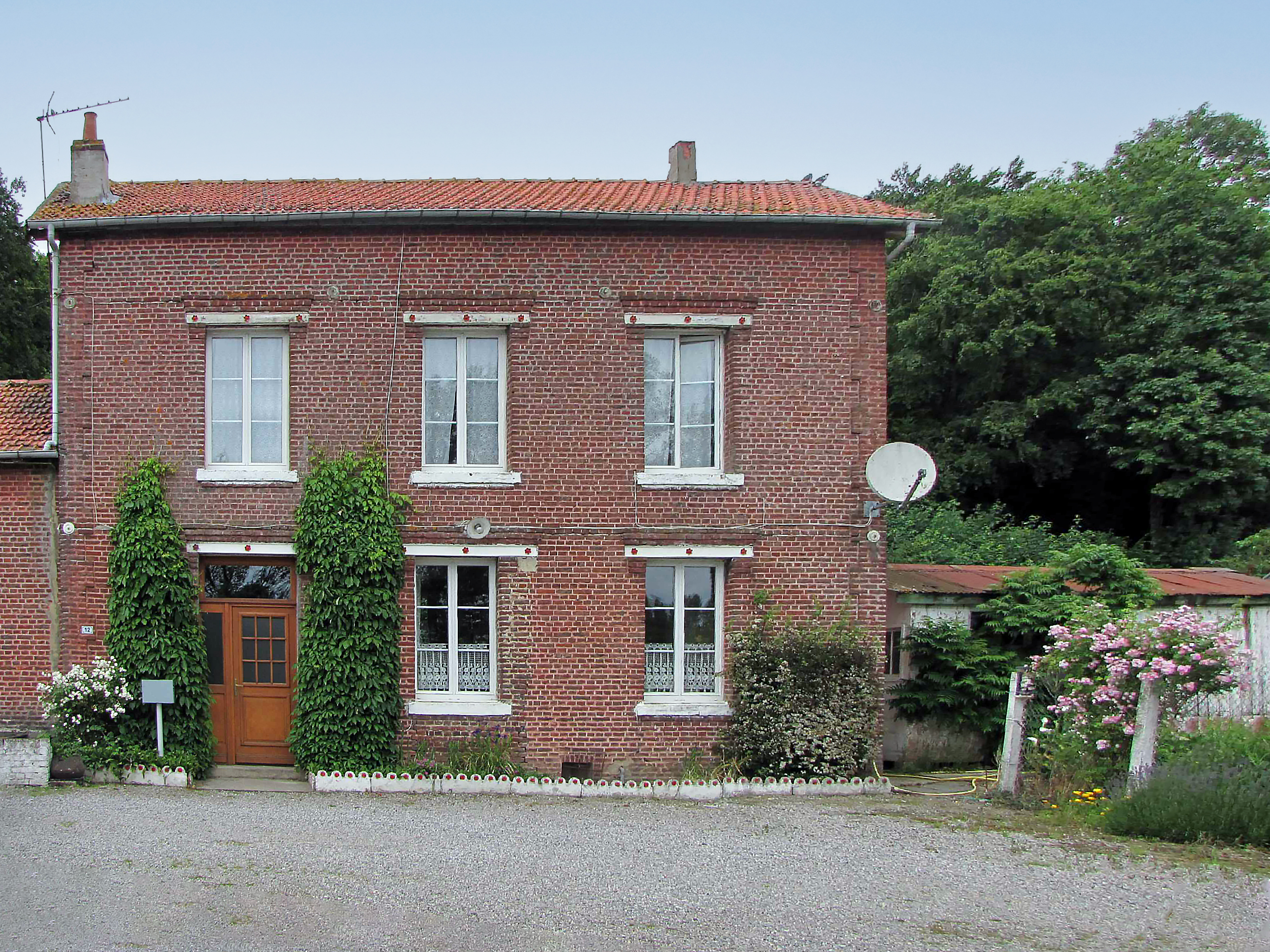
L'ancienne gare.
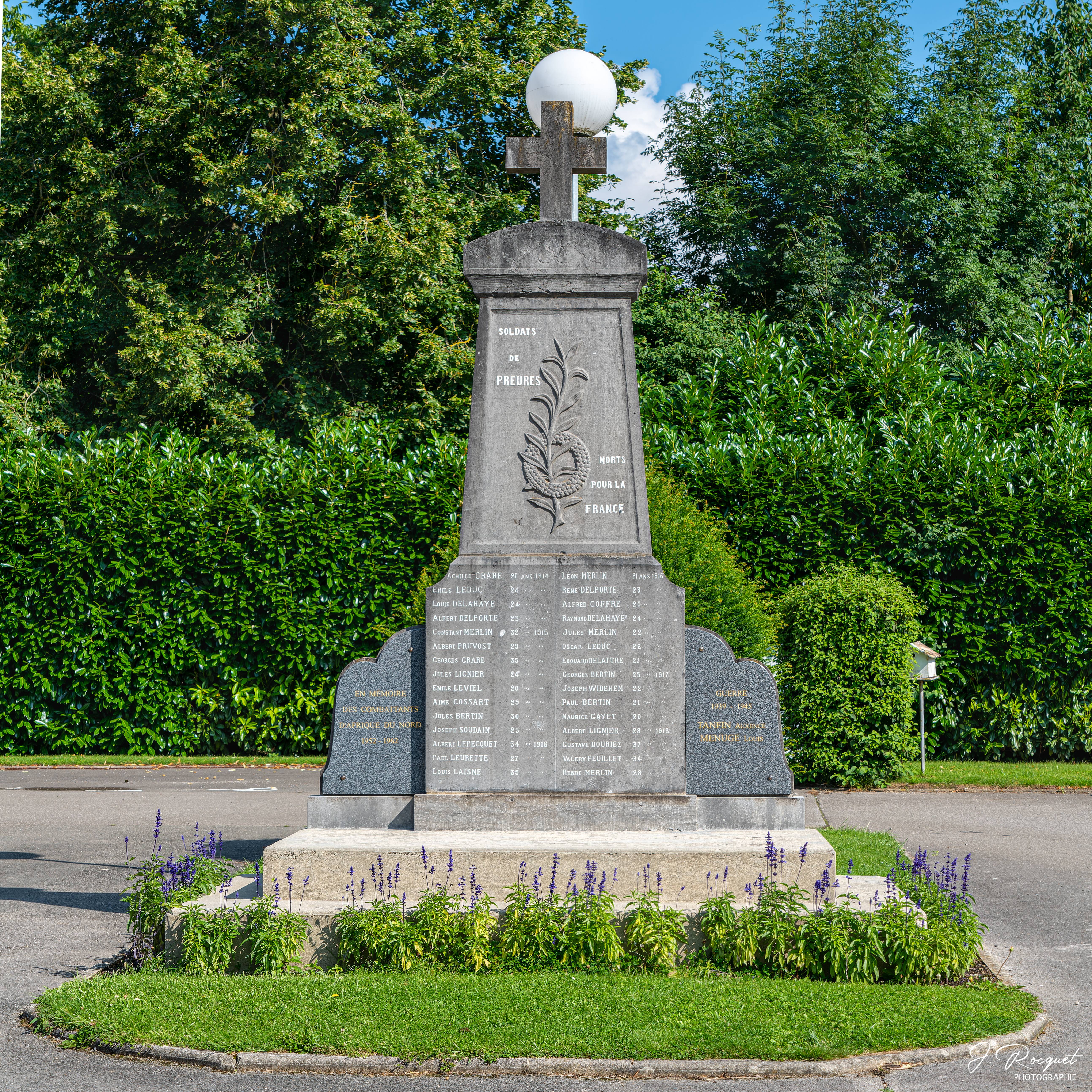
Le monument aux morts.
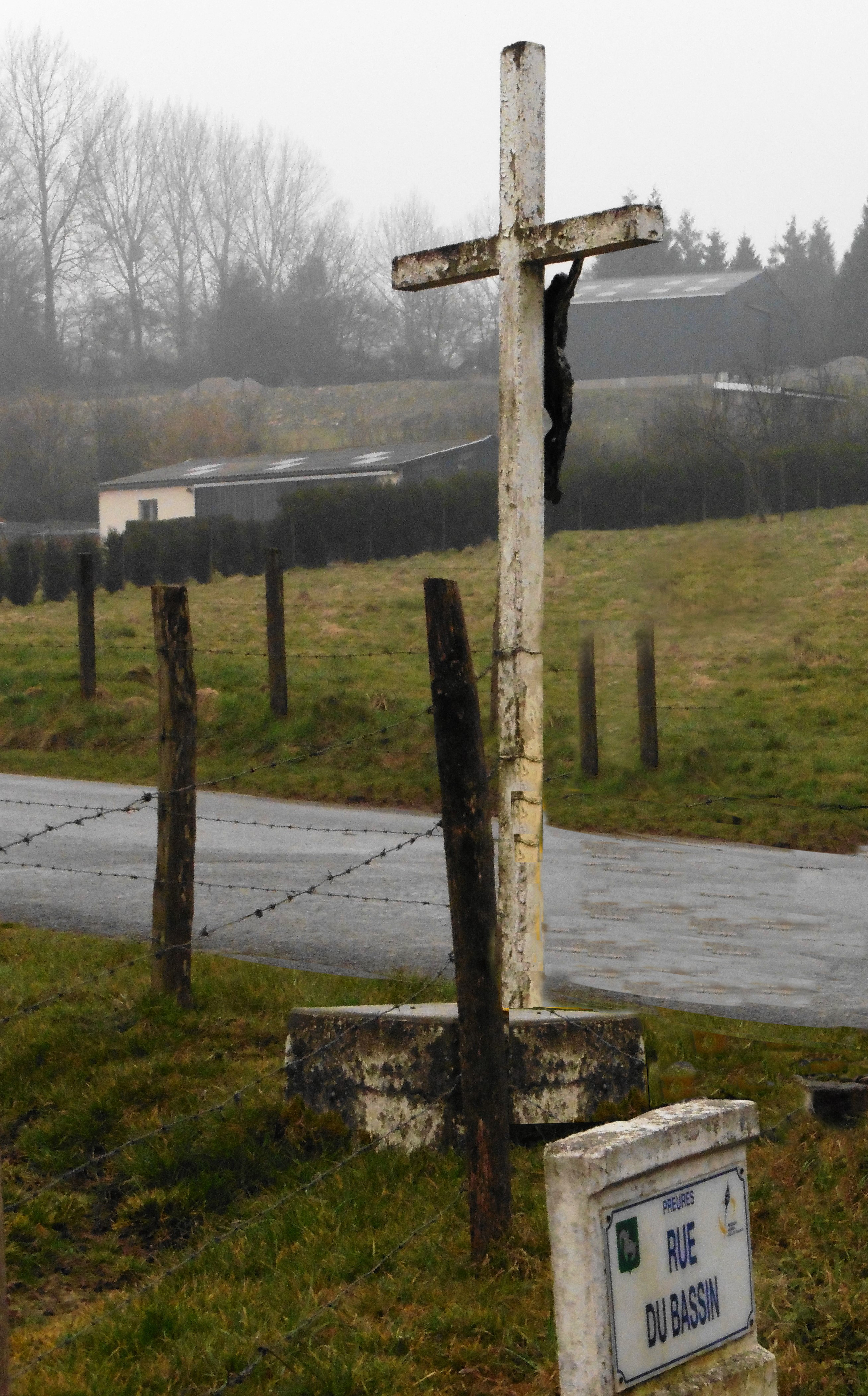
Le calvaire, rue du Bassin.
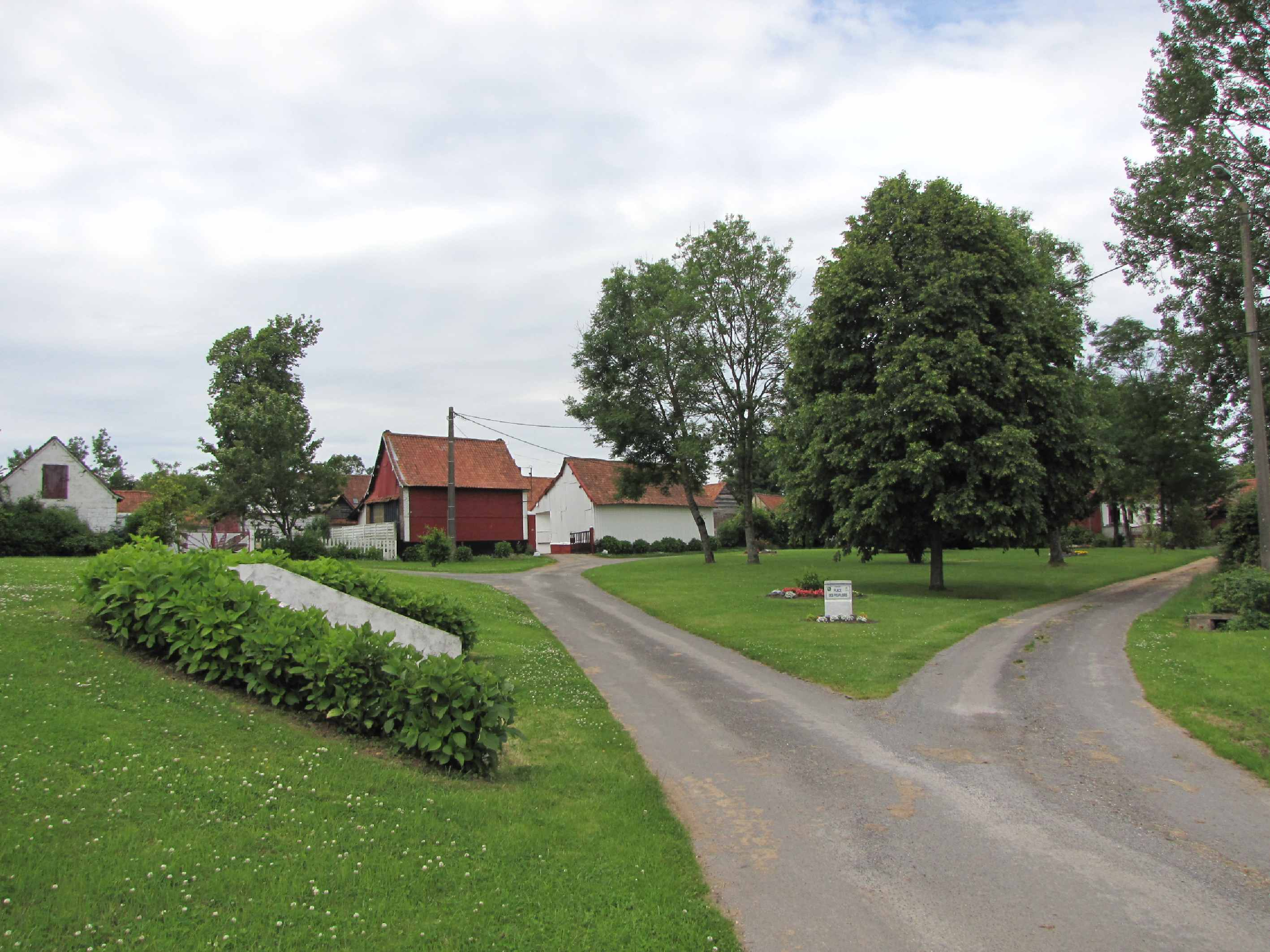
La place des Peupliers.

### Personnalités liées à la commune
- Albert Crépin (1887-1967), né à Wierre-au-Bois, fermier preurois devenu archéologue à la suite de la découverte de vestiges mérovingiens sur son terrain, qui continua les fouilles jusqu'à sa mort[74],[75]. Il fut inhumé dans le pré dénommé, Champ de la mort où il entreprit ses premières recherches.

### Héraldique
| Blason de Preures | Blason  | De sinople à une figure mérovingienne de cheval d'argent. |
| Blason de Preures | Détails | Le meuble représente une fibule mérovingienne en bronze, prénommée Cheval de Preures, découverte lors de fouilles ayant eu lieu entre 1930 et 1933. Adopté par la municipalité. |

## Pour approfondir

#### Bases de données, dictionnaires et encyclopédies
- Ressources relatives à la géographie :   - Insee (communes)
  - Ldh/EHESS/Cassini
- Ressource relative à plusieurs domaines :   - Annuaire du service public français
- Notices d'autorité :   - BnF (données)